# Нытвенское городское поселение
Нытвенское городско́е поселе́ние — муниципальное образование в Нытвенском районе Пермского края Российской Федерации.
Административный центр — город Нытва.
Распоряжением Правительства РФ от 29 июля 2014 года № 1398-р «Об утверждении перечня моногородов» городское поселение включено в категорию «Монопрофильные муниципальные образования Российской Федерации (моногорода) с наиболее сложным социально-экономическим положением».

## История
Статус и границы городского поселения установлены Законом Пермской области от 10 ноября 2004 года № 1738-356 «Об утверждении границ и о наделении статусом муниципальных образований Нытвенского района Пермской области»

## Население
| 2010    | 2012    | 2013    | 2014    | 2015    | 2016    | 2017    |
| ------- | ------- | ------- | ------- | ------- | ------- | ------- |
| 19 874  | ↘19 762 | ↘19 668 | ↘19 624 | ↗19 656 | ↘19 653 | ↘19 596 |
| 2018    | 2019    |         |         |         |         |         |
| ↘19 387 | ↘19 114 |         |         |         |         |         |

## Состав городского поселения
| № | Населённый пункт | Тип населённого пункта        | Население |
| - | ---------------- | ----------------------------- | --------- |
| 1 | Алекино          | деревня                       | 0         |
| 2 | Белобородово     | деревня                       | 445       |
| 3 | Воробьи          | село                          | 237       |
| 4 | Заполье          | деревня                       | 38        |
| 5 | Косинцы          | деревня                       | 12        |
| 6 | Марчуги          | деревня                       | 1         |
| 7 | Нытва            | город, административный центр | ↘16 463   |
| 8 | Оськино          | деревня                       | 98        |
| 9 | Савинята         | деревня                       | 2         |

## Флаг
Флаг утверждён 30 мая 2007 года: «Прямоугольное голубое полотнище с отношением ширины к длине 2:3, несущее вдоль нижнего края зелёную полосу в виде остроконечных волн и в центре фигуры из герба: повышенный жёлтый круг, сопровождаемый белыми, подложенными жёлтым, лентами, из которых одна спускается слева вверху, другая — справа внизу, поверх границы волн; слева в зелени — жёлтый лист кувшинки».